# Zombik városa
A Zombik városa (Paura nella città dei morti viventi) egy 1980-ban bemutatott színes horrorfilm Lucio Fulci rendezésében. Ez a film volt az első része Fulci „halott” szériájának (a trilógia másik két része A pokol hét kapuja és a Temetőre épült ház) A filmet több országban tiltó listára helyezték túlzott erőszakossága miatt.

## Történet
|  | Alább a cselekmény részletei következnek! |

A történet New Yorkban kezdődik, ahol az ifjú látnoknő, Mary (Catriona MacColl) transzban meglát egy Dunwich nevű várost, ahol Thomas atya (Fabrizio Jovine) felakasztja magát. Ezzel megnyitja a pokol kapuját és a holtak feltámadnak. A látomás hatására Mary meghal. A rendőrség nem hisz a szeánszban résztvevőknek és az ügyet lezárják. Az eset gyanút kelt Peter Bell (Christopher George) újságíróban és elkezd nyomozni. Elmegy Mary temetésére, ahonnan két sírásó elzavarja. Bell mégis visszamegy és amint a sírhoz közelebb lép sikolyokat hall. Egy csákánnyal felfeszíti a sírt és döbbenten veszi észre, hogy a halottnak hitt Mary él. Eközben Dunwichban egyre több furcsa és kegyetlen gyilkosság történik. Először egy Emily nevezetű fiatal lány (Antonella Interlenghi) hal meg, amikor barátjával Bobbal(Giovanni Lombardo Radice) találkozna. Ugyan ezen az éjszakán két tinédzser Tom (Michele Soavi) és Rosie (Daniella Doria) egy csendes helyen romantikáznak, amikor a lány észre veszi Thomas atyát a kocsi előtt egy oszlopra felkötve. Ijedtükben menekülnének, de az autó nem indul be. Rosienak ekkor elkezd vér ömleni a szeméből, majd pedig kihányja a szerveit, Tomot pedig valaki hátulról megragadja és kiszedi az agyát. Később Bob hal szörnyű halált, amikor egy lány apja (azt gondolván, hogy lefeküdt a lányával) a fejét egy fúróba emeli.

Az első gyilkosság helyszíne (balról jobbra:Lucio Fulci, Carlo De Mejo, Robert Sampson)

A helyi rendőrség tehetetlen a gyilkosságokkal kapcsolatban, az orvosszakértő szerint mindegyik áldozat „halálra rémült”. Mary és Peter útnak indul, hogy bezárják a „pokol kapuját ” Mindenszentek előtt, mert különben a holtak elfoglalhatják a világot. Eközben Emily temetését készítik elő a hullaházban. Az ott dolgozó sminkes miután végez a sminkeléssel odamegy egy nemrég elhunyt öregasszony holttestéhez, hogy ellopja a halott ékszereit, de az öreg asszony megharapja és végez vele. A helyi pszichológus Gerryt (Carlo de Mejo) egyik páciense Sandra (Janet Agren) hívja idegesen. Gerry odasiet a házához és döbbenten tapasztalja, hogy holttestek fekszenek a konyhában. Míg Sandrával magyarázatot keresnek az esetre, addig a holttestek eltűnnek. Maryék megérkeznek a már köd borította városba. Találkoznak Gerryékkel és elmesélik, hogy miért is vannak ott. Hirtelen vihar támad amely betöri az ablakokat és a szél lárvákat fúj be. Miután kimenekülnek elmennek Emily szüleihez, de ott csak a kisöccsét John-Johnt (Luca Venantini) találják aki, közli velük, hogy Emily visszatért és végzett a szüleivel. Gerry megbízza Sandrát, hogy vigyázzon Johnra. Sandra elviszi az ő házához, de megjelenik Emily és végez Sandraval. John futásnak ered és útközben látja a megölt tinédzsereket. Egy utcában össze fut Gerryvel aki elviszi őt egy rendőrautóhoz és a rendőrökre bízza a fiút. Közben a Dunwich megyei seriffhivatal szükségállapotot rendel el, miszerint senki sem hagyhatja el lakását. Thomas atya és zombi serege elérkezettnek látja az időt és elkezdik megölni a kisváros lakosait. Míg a mészárlás folyik addig Peter, Mary és Gerry megtalálja a pap sírját, amit felnyitnak. A sírban egy lejárat van, mely egy barlangrendszerbe vezet. Ahogy egyre mélyebbre haladnak hirtelen megjelenik Sandra zombiként és végez Peterrel. Maryvel is majdnem végez, de Gerry még időben hasba szúrja egy karóval. A duó egy kriptába jut le, ahol zombik veszik körbe őket és Thomas atya is megjelenik. Gerry őt is hasba szúrja egy karóval, így a pap elég és vele együtt az összes zombi is. Mary és Gerry éppen kimásznak a kriptából, amikor megjelennek a rendőrök Johnnal. A duó örül a kisfiúnak és annak, hogy sikerült a holtakat megállítani Mindenszentek előtt, ám ekkor rémülten néznek és a film megáll majd egy szörnyű sikoly hallható.
|  | Itt a vége a cselekmény részletezésének! |

## Szereplők
| Szerep         | Színész               | Magyar hang  |
| -------------- | --------------------- | ------------ |
| Peter Bell     | Christopher George    | Vass Gábor   |
| Mary Woodhouse | Catriona MacColl      | Csondor Kata |
| Gerry          | Carlo De Mejo         | Bozsó Péter  |
| Emily Robbins  | Antonella Interlenghi | Mezei Kitty  |

## Forgalmazás
- Németország: Németországban háromszor tiltották be a filmet: 1986, 1988, 2001-ben. A filmet végül egy negyedik változatban engedték bemutatni melynek címe: "Ein Kadaver hing am Glockenseil" (Egy hulla lóg a harangkötélen)
- Egyesült Államok: Az Egyesült Államokban 1983. május 1-jén mutatták be. Azonban a forgalmazó cég pár évre rá csődbe ment, így a film eltűnt a mozikból. 2004-ben az Anchor Bay Entertainment forgalmazásában a film megjelent DVD-n.
- Magyarország: A film itthon sohasem jelent meg mozikban. A 80-as években idehaza VHS-en is megjelent feliratozva, vagy hangalámondással. 2007-ben az Ultrafilm Kft. jelentette meg DVD-n